# Ipchains
Ipchains è un programma informatico che fa parte del kernel Linux.
Il suo scopo è quello di amministrare le regole di filtraggio nel kernel dei pacchetti IP in transito sulle interfacce di rete presenti.

## Caratteristiche
L'impiego tipico è quello di configurare un server affinché si comporti come un firewall per una rete di computer. Questo software ha rimpiazzato il precedente ipfwadm, rispetto al quale ha introdotto la gestione della frammentazione dei pacchetti, la specifica di regole inverse, e l'utilizzo di protocolli diversi da TCP, UDP, ICMP.
L'ultima versione realizzata di questo software è la 1.3.10 del 1º settembre 2000. A partire dalla versione 2.4 del kernel Linux, questo programma è stato rimpiazzato da iptables, che permette la gestione del sottosistema netfilter.